# Philippe Dumont (architecte)
Pour les articles homonymes, voir Philippe Dumont.
Philippe Dumont est un architecte belge, l'un des protagonistes de l'architecture monumentale en Belgique.

## Biographie
Philippe Dumont, né à Schaerbeek (Bruxelles) le 29 novembre 1914 et décédé à Uccle (Bruxelles) le 3 février 1988, est le fils de François Dumont, artiste-peintre et promoteur du char à voile à La Panne et le neveu de l'architecte Alexis Dumont.

## Réalisations

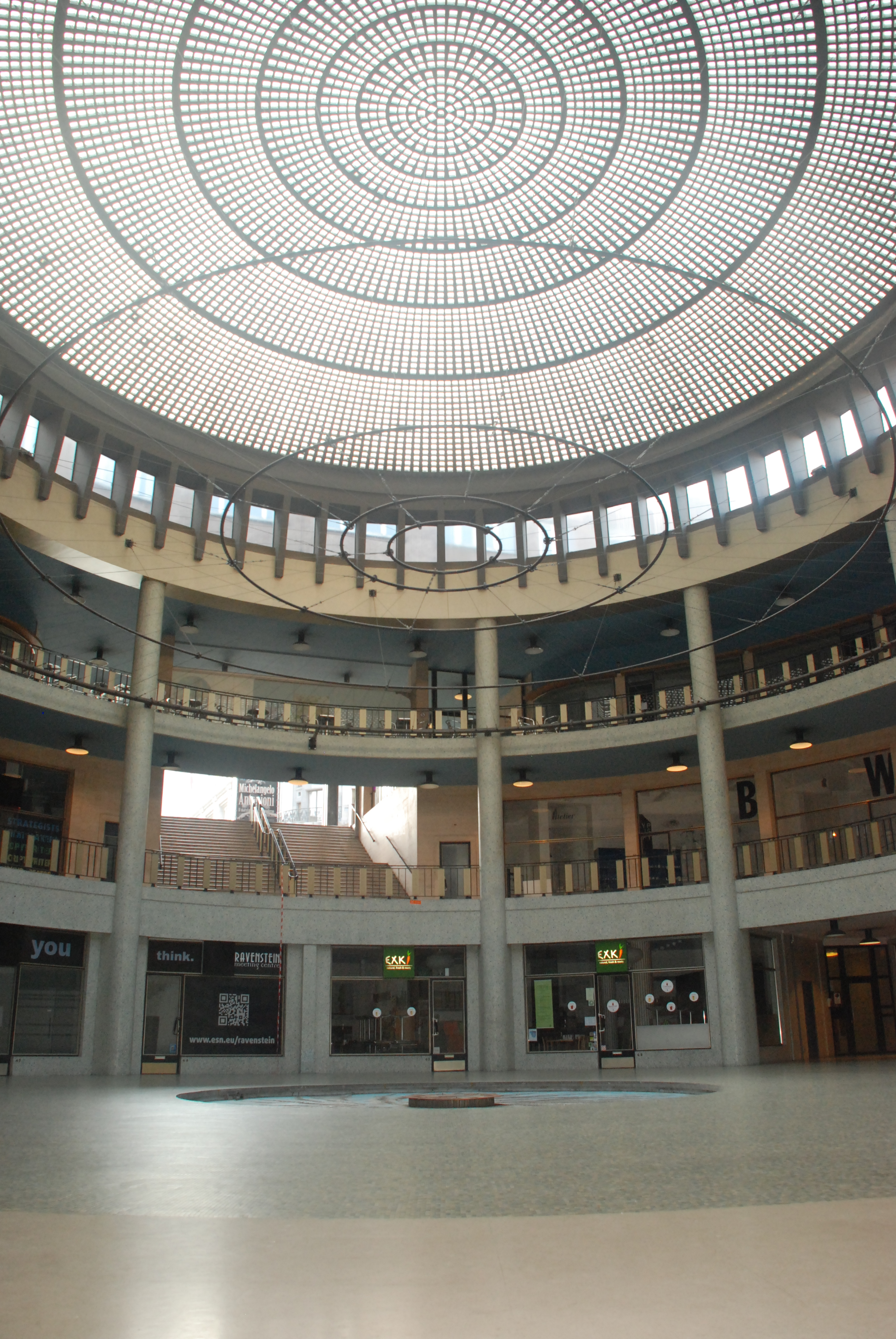
Galerie Ravenstein
(Alexis et Philippe Dumont - 1954-1958).

### Réalisations de style monumentaliste
- 1954-1958 Galerie Ravenstein (avec son oncle Alexis Dumont)

- 1955-1958 Siège de la Fédération des Entreprises de Belgique (FEB), rue Ravenstein 4 (avec son lncle Alexis Dumont)

- 1956 Ancien siège de la compagnie d'assurances « De Nederlanden », boulevard de l'Impératrice 60-72 (avec Georges Riquier ; actuellement occupé par Generali)

- 1959 Aménagement du hall d'entrée du siège de la société Belgian Shell[1]

- 1959 Immeuble sis aux numéros 1 à 5 du boulevard de l'Empereur[2]

### Réalisations de style fonctionnaliste
- Immeuble Winterthur, avenue des Arts 56 (avec José Vanden Bossche)[3]

### Maisons de style néobaroque
- 1959 maisons néobaroques, rue de la Montagne 54 à 64[4]

|  |  |

## Publications
Philippe Dumont a narré l'histoire de sa famille, intimement liée à celle de La Panne,  dans un livre plein de souvenirs et d'anecdotes sur leur activité architecturale :
- Philippe Dumont, La Panne. Chronique d'un temps perdu, Bruxelles, Louis Musin, 1981.